# Android KitKat
Android KitKat es el nombre en clave de la undécima versión descontinuada del sistema operativo móvil Android, que representa la versión 4.4. Revelado el 3 de septiembre de 2013, KitKat se centró principalmente en optimizar el sistema operativo para mejorar el rendimiento en dispositivos de nivel de entrada con recursos limitados.
A 2023, solamente el 1% de los dispositivos cuentan con Android KitKat por lo que Google retira su soporte para dicha versión, siendo la 23.30.99 última versión de Play Services, aunque los móviles Kitkat, ya no contaban con actualizaciones de Chrome ni otras apps de Google desde hace un par de años atrás.

## Historia
Android 4.4 "KitKat" se anunció oficialmente el 3 de septiembre de 2013. El lanzamiento se denominó internamente "Key lime pie"; John Lagerling, director de asociaciones globales de Android, y su equipo, decidieron eliminar el nombre, argumentando que "muy pocas personas conocen realmente el sabor de un pastel de lima". Con el objetivo de un nombre en clave que fuera "divertido e inesperado", su equipo buscó la posibilidad de nombrar el lanzamiento "KitKat" en su lugar. Lagerling llamó por teléfono a un representante de Nestlé, que es propietario de la marca Kit Kat y produce la confitería (fuera de los Estados Unidos, donde la produce bajo licencia The Hershey Company), y rápidamente llegó a un acuerdo preliminar para una colaboración promocional entre las dos empresas, que se concretó más tarde en una reunión en el Mobile World Congress en febrero de 2013. La asociación no se reveló públicamente, ni siquiera a otros empleados de Google y desarrolladores de Android (que de otra manera continuaron refiriéndose internamente al sistema operativo como "KLP"), hasta su anuncio oficial en septiembre.
Como parte de los esfuerzos promocionales, se produjeron barras Kit Kat con la forma del logotipo del robot Android, mientras que Hershey organizó un concurso en los Estados Unidos con premios de tabletas Nexus 7 y crédito de Google Play Store.
El Nexus 5, desarrollado por LG Electronics, fue presentado el 30 de septiembre de 2013 como el dispositivo de lanzamiento de KitKat.
Hasta octubre de 2017, Android 4.4 seguía siendo compatible con parches de seguridad de Google para el código fuente.

## Desarrollo
Continuando con el enfoque en mejorar el rendimiento visual y la capacidad de respuesta en Android 4.1 "Jelly Bean", el principal objetivo de Android 4.4 fue optimizar la plataforma para un mejor rendimiento en dispositivos de gama baja, sin comprometer sus capacidades y funcionalidad generales. La iniciativa recibió el nombre en código "Proyect Svelte", y el jefe de ingeniería de Android Dave Burke bromeó que era un plan de pérdida de peso después de que el "Proyect Butter" de Jelly Bean agregara "peso" al sistema operativo. Para simular dispositivos con especificaciones más bajas, los desarrolladores de Android usaron dispositivos Nexus 4 con underclocked para funcionar con una CPU reducida con un solo núcleo activo, memoria de 512 MB y una resolución de pantalla de 960×540, especificaciones destinadas a representar un dispositivo Android común de gama baja.
Se desarrolló una herramienta de desarrollo conocida como ProcStats para analizar el uso de memoria de las aplicaciones a lo largo del tiempo, especialmente aquellas que ejecutan servicios en segundo plano. Estos datos se utilizaron para optimizar y desacoplar las aplicaciones y los servicios de Google que se encontraron ineficientes, lo que ayudó a reducir el uso general de la memoria de Android. Además, 4.4 fue diseñado para ser más agresivo en la gestión de la memoria, lo que ayuda a evitar que las aplicaciones desperdicien demasiada memoria.

## Características

### Experiencia de usuario

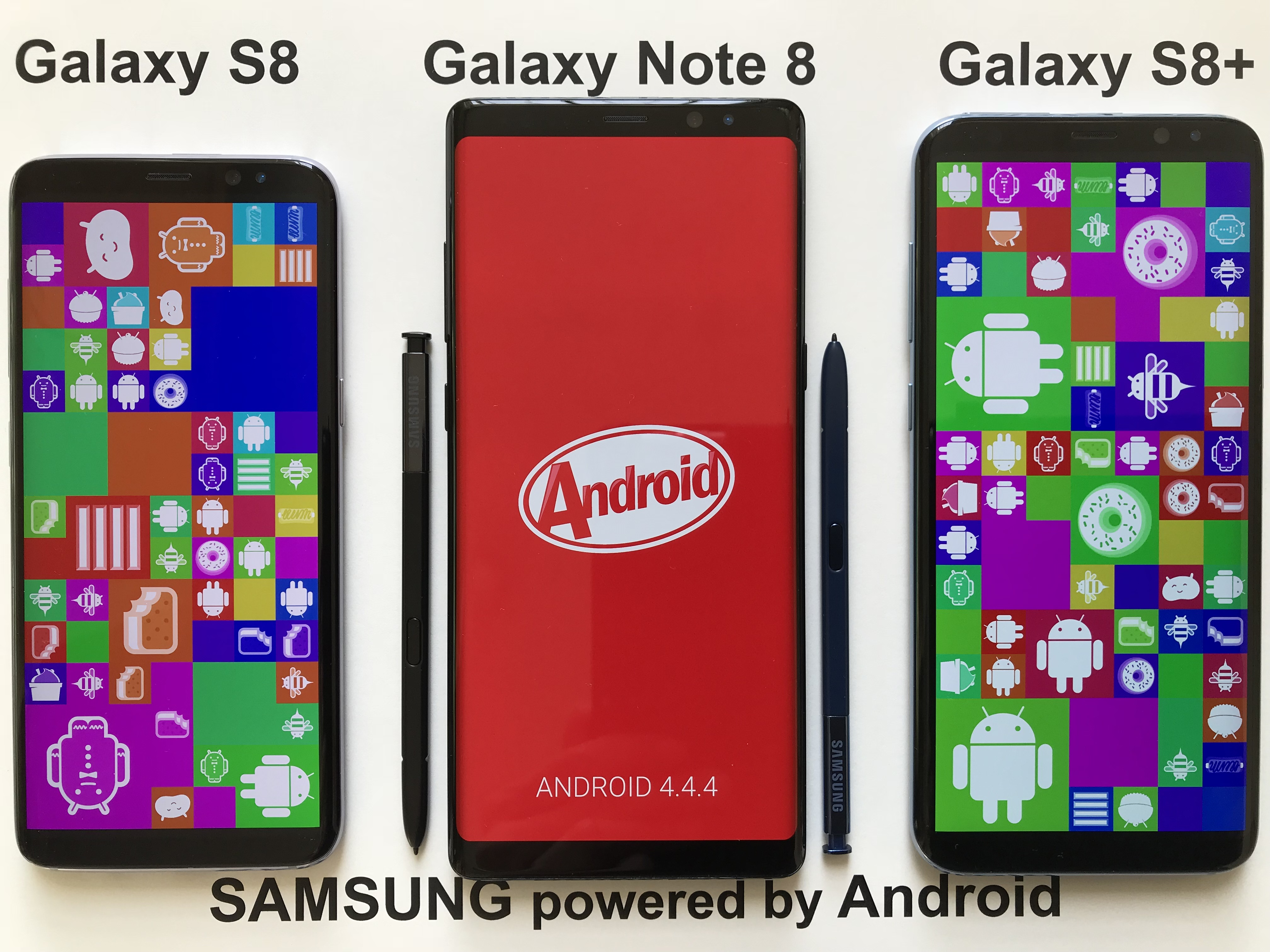
Easter Egg de Android KitKat

La interfaz general de KitKat minimiza aún más la apariencia de la interfaz "Holo" introducida en 4.0, reemplazando las instancias restantes de acento azul con grises y blanco (como los iconos de la barra de estado). Las aplicaciones pueden activar un estado translúcido y una apariencia de barra de navegación, o activar un modo de pantalla completa ("modo inmersivo") para ocultarlas por completo. El lanzador también recibió una apariencia renovada, con la implementación de las barras de navegación translúcidas y el reemplazo del fondo negro en el cajón de aplicaciones con un fondo translúcido. Además, los botones del menú de desbordamiento de acciones en las aplicaciones siempre están visibles, incluso en dispositivos con la tecla de navegación "Menú" obsoleta. En el menú Configuración, los usuarios ahora pueden especificar una aplicación de inicio (lanzador) y de mensajería de texto predeterminada.

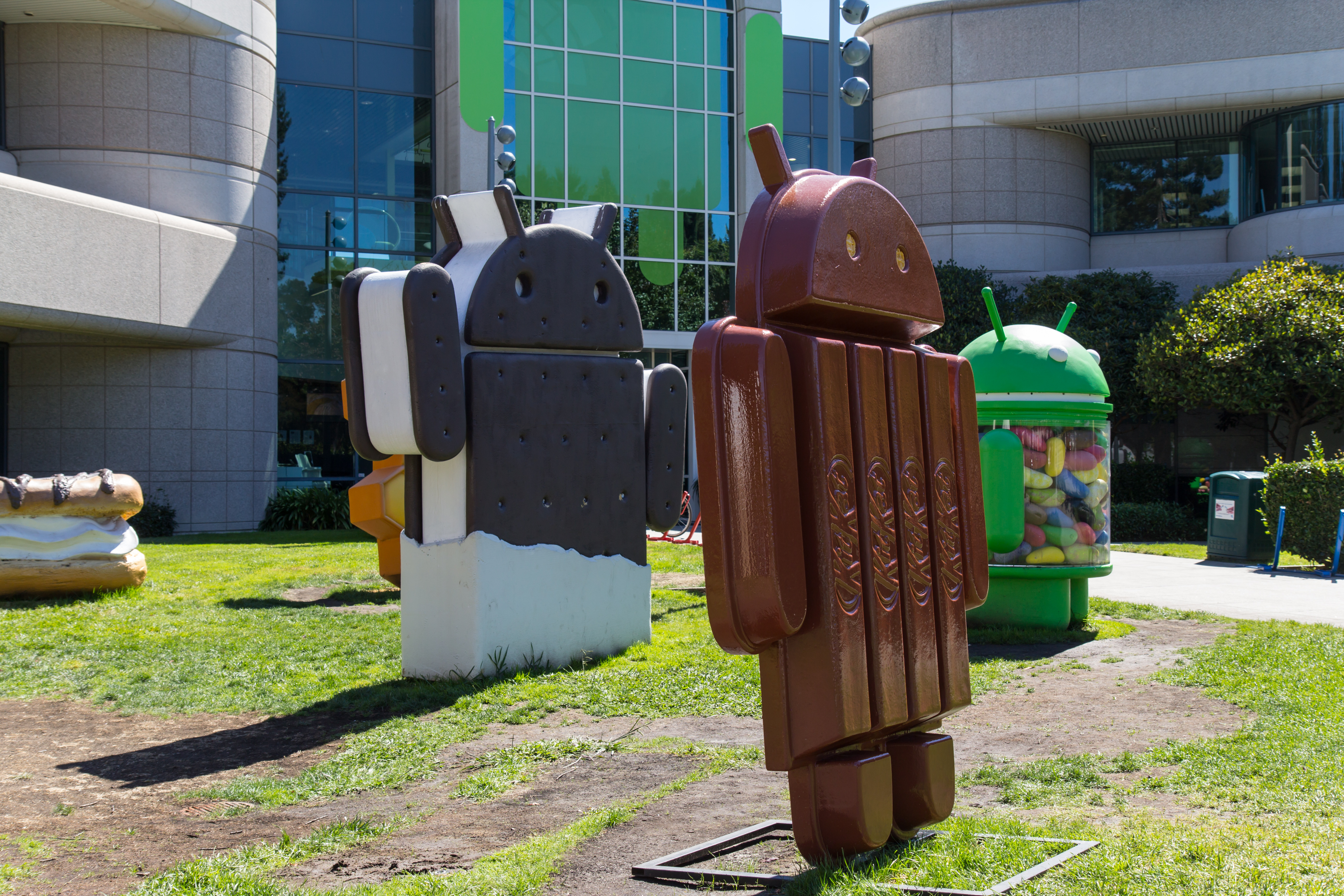
Android Kitkat Google Park

En los dispositivos estándar, se eliminaron las aplicaciones Messaging y Movie Studio; el primero fue reemplazado por Hangouts, que admitía SMS. La aplicación AOSP Gallery también quedó obsoleta en favor de Google+ Photos.

### Plataforma
Un nuevo sistema en tiempo de ejecución conocido como Android Runtime (ART), destinado a reemplazar la máquina virtual Dalvik, se introdujo como una vista previa de la tecnología en KitKat. ART es un tiempo de ejecución multiplataforma que admite las arquitecturas x86, ARM y MIPS en entornos de 32 y 64 bits. A diferencia de Dalvik, que utiliza la compilación en tiempo de ejecución (JIT), ART compila aplicaciones en el momento de la instalación, que luego se ejecutan exclusivamente desde la versión compilada a partir de ese momento. Esta técnica elimina la sobrecarga de procesamiento asociada con el proceso JIT, mejorando el rendimiento del sistema.
Los dispositivos con 512 MB de RAM o menos informan como dispositivos con "poca RAM". Al usar una API, las aplicaciones pueden detectar dispositivos con poca RAM y modificar su funcionalidad en consecuencia. KitKat también admite zram. Los componentes de WebView se actualizaron para utilizar una versión del motor de renderizado de Google Chrome. Una nueva API de Storage Access Framework permite que las aplicaciones recuperen archivos de manera coherente; como parte del marco, un nuevo selector de archivos del sistema (denominado "Documentos") permite a los usuarios acceder a archivos de diversas fuentes (incluidos los expuestos por aplicaciones, como los servicios de almacenamiento en línea).

Se introdujo una API pública para crear y administrar clientes de mensajería de texto. También se agregaron API de contador, detección de pasos y lotes de sensores. KitKat admite la emulación de tarjetas de host para comunicaciones de campo cercano, lo que permite que las aplicaciones emulen una tarjeta inteligente para actividades como pagos móviles.

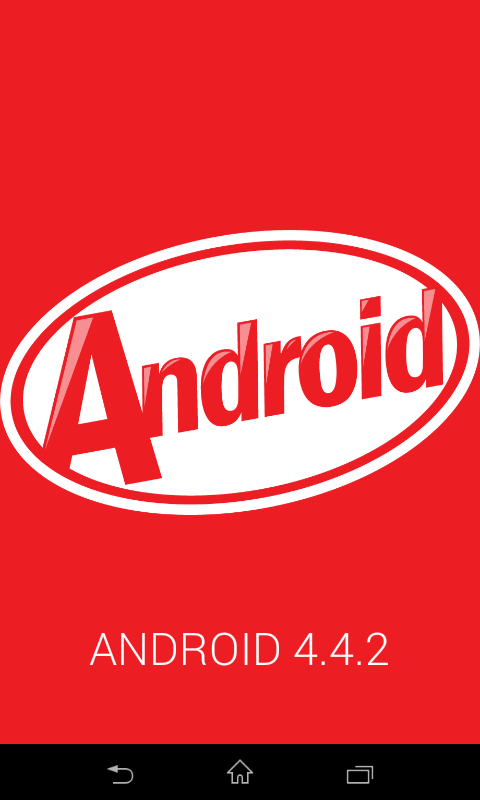
Easter Egg de Android KitKat en un Sony Xperia E1.

## Crítica

### Escritura de la tarjeta de memoria deshabilitada
El acceso de escritura a las tarjetas de memoria MicroSD para software que no es del sistema (instalado por el usuario) se ha desactivado en esta versión de Android, sin una opción oficial para otorgar manualmente acceso de escritura a las aplicaciones seleccionadas.
Como respuesta, muchos usuarios procedieron a rootear sus dispositivos para eludir la restricción.
La restricción se levantó oficialmente en Android 5.0 Lollipop, aunque solo para aplicaciones con un nivel de API actualizado (≥20), lo que restringe la compatibilidad con versiones anteriores.
El acceso de escritura en el almacenamiento interno y USB On-The-Go aún no se vio afectado por la restricción.